# Čepelatka
Čepelatka (Laminaria) je rod chaluh z čeledi Laminariaceae.

## Taxonomie
Rod Laminaria popsal Jean Vincent Félix Lamouroux v roce 1813. Název Laminaria – čepelatka, odkazuje na podobu chaluhy se stélkou tvaru dlanitě děleného lupenu – lamina.

## Popis

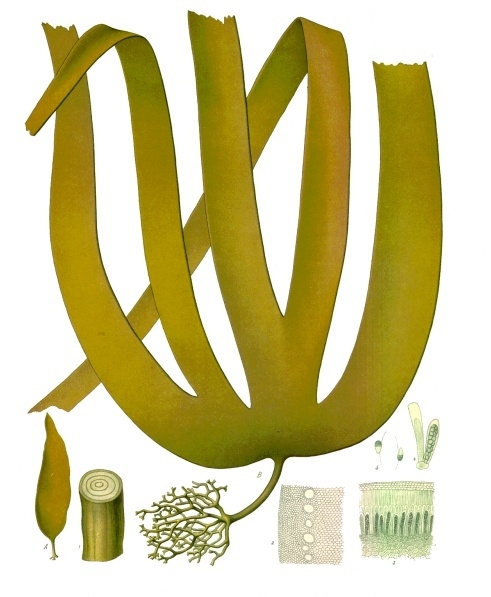
Laminaria hyperborea

Stélka sporofytu je až přes 1 metr dlouhá diferencovaná na obvykle větvený, zřídka diskovitý (L. solidungula, L. yezoensis) nebo rhizomatózní příchytný orgán (L. sinclairii, L. rodriguezii), kauloid a čepel (fyloid). Kauloid je válcovitý nebo stlačený, plný nebo někdy dutý, vždy zakončený jednou čepelí.

## Druhy

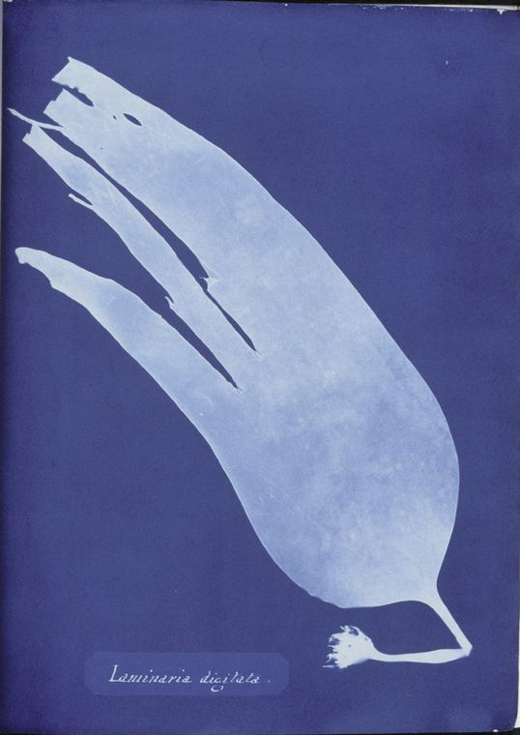
Anna Atkins: Laminaria digitata, kyanotypický fotogram, 1843

- Laminaria abyssalis A.B. Joly & E.C. Oliveira – atlantské pobřeží Jižní Ameriky[4][5]
- Laminaria agardhii Kjellman[6] – atlantské pobřeží Severní Ameriky[7]
- Laminaria appressirhiza J. E. Petrov & V. B. Vozzhinskaya[8]
- Laminaria brasiliensis A. B. Loly & E. C. Oliveira
- Laminaria brongardiana Postels & Ruprecht[9]
- Laminaria bulbosa J. V. Lamouroux
- Laminaria bullata Kjellman
- Laminaria complanata (Setchell & N. L. Garder) Muenscher
- Laminaria digitata (Hudson) J. V. Lamouroux – čepelatka prstnatá
- Laminaria ephemera Setchell – tichomořské pobřeží Severní Ameriky: od Vancouveru po Kalifornii[10]
- Laminaria farlowii Setchell – tichomořské pobřeží Severní Ameriky[10]
- Laminaria groenlandica – Britská Kolumbie
- Laminaria hyperborea (Gunnerus) Foslie – severovýchodní Atlantik, Baltské moře a Severní moře
- Laminaria inclinatorhiza J. Petrov & V. Vozzhinskaya
- Laminaria longipes Bory de Saint-Vincent, 1826[11]
- Laminaria multiplicata J. Petrov & M. Suchovejeva
- Laminaria nigripes J. Agardh
- Laminaria ochroleuca Bachelot de la Pylaie
- Laminaria pallida Greville – jižní Afrika,[12] Indický oceán, Kanárské ostrovy a Tristan da Cunha[13]
- Laminaria platymeris Bachelot de la Pylaie
- Laminaria rodriguezii Barnet
- Laminaria ruprechtii (Areschoug) Setchell
- Laminaria sachalinensis (Miyabe) Miyabe
- Laminaria setchellii P. C. Silva
- Laminaria sinclairii (Harvey ex J. D. Hooker & Harvey) Farlow, Anderson & Eaton – tichomořské pobřeží Severní Ameriky[10]
- Laminaria solidungula J. Agardh
- Laminaria yezoensis Miyabe

## Význam
Čepelatky jsou významnou součástí chaluhových lesů. Mají využití v medicíně a gastronomii. Zkoumá se jejich využití v energetice a při odstraňování těžkých kovů.